# Robin Welsh
Robin Welsh   (Edimburg, 20 d'octubre de 1869 - Edimburg, 21 d'octubre de 1934) va ser un esportista escocès que va competir a cavall del segle xix i del segle xx.
De jove destacà com a jugador de rugbi, arribant a jugar quatre partits amb la Selecció de rugbi XV d'Escòcia entre 1895 i 1896. Paral·lelament també representà Escòcia en tennis. Posteriorment fou un destacat jugador de cúrling, i el 1924, amb 54 anys, va prendre part en els Jocs Olímpics de Chamonix, on guanyà la medalla d'or en la competició de cúrling. Amb aquest triomf es manté com el campió olímpic de més edat en uns Jocs Olímpics d'Hivern.